# 카를스루에 공과대학교
카를스루에 공과대학교(독일어: Karlsruher Institut für Technologie)는 독일 바덴뷔르템베르크 주 카를스루에에 있는 대학교이다.

## 역사
칼스루에 공과대학교는 독일 최초의 공학 고등교육기관으로서, 전신은 파리의 이공과대학을 모델로 하여 1825년 발족한 공업기술학교] (Polytechnische Schule)이다. 1865년 대학 설립허가를 받은 뒤 1885년 기술대학교 (Technische Hochschule)로 바뀌었고, 2009년 9월 30일까지 칼스루에 대학 (Universitaet Karlsruhe) 명칭을 사용하였고, 2009년 10월 1일에 칼스루에 연구소 (Forschungszentrums Karlsruhe)와 칼스루에 대학이 합쳐져 현재의 칼스루에 공과대학(Karlsruhe Institut für Technologie)이 탄생하였다.

## 구성
수학대학, 물리대학, 자연과학대학, 인문·사회과학대학, 건축대학, 기계공과대학, 전자공과대학 등 12개 단과대학과 40개 학과로 구성되며 115개 학위 프로그램을 운영하고 있다. 학위과정은 디플롬(Diplom), 마기스터(Magister), 국가시험(Staatsexamen) 및 박사학위로 구성되며, 기술공학과 과학 및 컴퓨터 그리고 경제학 분야에서 두각을 나타내고 있다.

## 인물
- 카를 벤츠
- 요한 야코프 발머
- 하인리히 루돌프 헤르츠
- 프리츠 하버